# Gert Jan Koopman

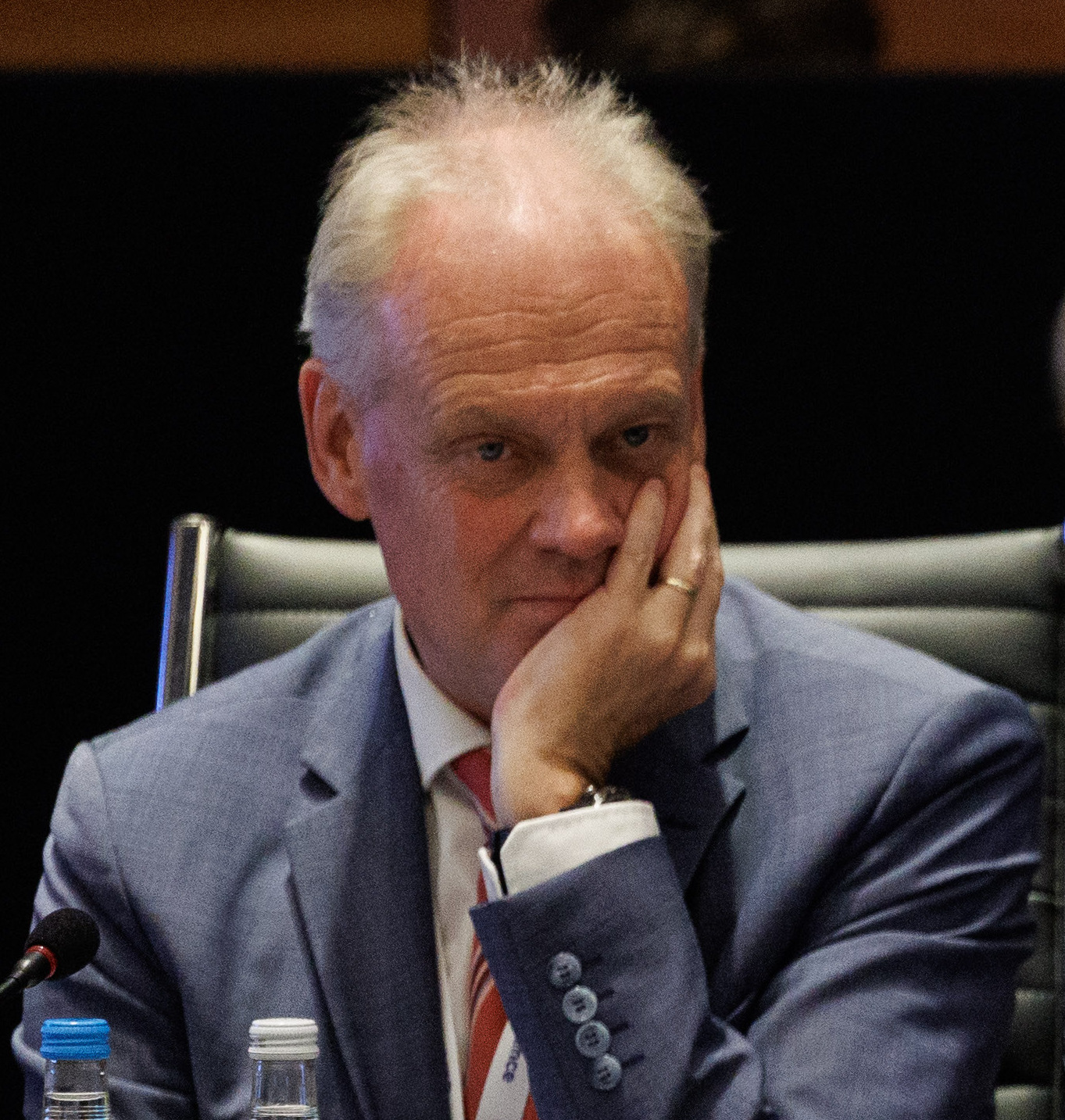
Gert Jan Koopman (2024).

Gert Jan Koopman (* 1966) ist ein hoher niederländischer EU-Beamter und leitet seit Januar 2023 als Generaldirektor die Generaldirektion Nachbarschaftspolitik und Erweiterungsverhandlungen (DG NEAR).

## Leben
Gert Koopman studierte Wirtschaftswissenschaften sowie Latein und Griechisch an der Universität Amsterdam und erwarb in allen drei Fächern einen Masterabschluss.
Koopman war dann zunächst für das niederländische Centraal Planbureau (CPB) tätig, das wirtschaftspolitische Analysen für die Regierung erstellt.
Im Dienst der Europäischen Kommission gehörte Koopman zunächst dem Impact Assessment Board an. Dann wechselte er 1995 in das Kabinett des Vizepräsidenten Neil Kinnock, zuletzt bis 2004 als Kabinettschef. In der Generaldirektion Unternehmen und Industrie war er ab 2005 Direktor für Industriepolitik und Wirtschaftliche Reformen. Er wechselte 2008 zur Generaldirektion Wirtschaft und Finanzen (DG ECFIN). Ab 1. November 2010 war er stellvertretender Generaldirektor in der Generaldirektion Wettbewerb (DG COMP) mit Zuständigkeit für Staatliche Beihilfen. Von 2018 bis 2022 leitete er als Generaldirektor die Generaldirektion Haushaltsplan (DG BUDG).